# Morti nel 1920
| Questa pagina contiene informazioni ricavate automaticamente dalle voci biografiche con l'ausilio del template Bio e di un bot. L'aggiornamento è periodico e automatico e ricostruisce completamente la pagina. Se manca una persona in questa lista, sei pregato di non aggiungerla, ma accertati piuttosto che la sua voce biografica contenga il template Bio e che i dati anagrafici siano correttamente compilati. Se il template Bio manca, inseriscilo tu stesso o, in alternativa, metti l'avviso {{tmp\|Bio}} che ne segnala la mancanza. Se i dati riportati sono sbagliati, correggi direttamente la voce biografica; le modifiche saranno visibili in questa lista entro pochi giorni. Per chiarimenti vedi il progetto biografie. La lista contiene solo le 545 persone che sono citate nell'enciclopedia e per le quali è stato implementato correttamente il template Bio. Pagina aggiornata al 18 ago 2025. |

## Gennaio(52)
- 1º gennaio - Sigismondo Gorazdowski, presbitero polacco (n. 1845)
- 1º gennaio - Růžena Svobodová, scrittrice ceca (n. 1868)
- 2 gennaio - Paul Adam, scrittore francese (n. 1862)
- 2 gennaio - Frank Lascelles, diplomatico inglese (n. 1841)
- 3 gennaio - Paolo Cesa Bianchi, architetto e ingegnere italiano (n. 1840)
- 3 gennaio - Franz Toula, geologo, mineralogista e paleontologo austriaco (n. 1845)
- 4 gennaio - Giovanni D'Andrea, patriota e politico italiano (n. 1829)
- 4 gennaio - Reuben Gillmer, sceneggiatore e regista britannico
- 4 gennaio - Benito Pérez Galdós, scrittore e drammaturgo spagnolo (n. 1843)
- 5 gennaio - Cristoforo Benigno Crespi, imprenditore italiano (n. 1833)
- 5 gennaio - Ernesto Ragazzoni, poeta, traduttore e giornalista italiano (n. 1870)
- 6 gennaio - Heinrich Lammasch, politico e giurista austriaco (n. 1853)
- 7 gennaio - Edmund Barton, politico e magistrato australiano (n. 1849)
- 8 gennaio - Aristide Baragiola, linguista italiano (n. 1847)
- 8 gennaio - Giuseppe Chiarolanza, pittore italiano (n. 1864)
- 8 gennaio - Maud Powell, violinista statunitense (n. 1867)
- 10 gennaio - Sali Nivica, politico, patriota e giornalista albanese (n. 1890)
- 10 gennaio - Luigi Pollak, calciatore italiano (n. 1887)
- 10 gennaio - Elia Sala, pittore, scultore e architetto italiano (n. 1864)
- 11 gennaio - Romeo Cristani, scultore italiano (n. 1855)
- 11 gennaio - Orazio Raimondo, avvocato e politico italiano (n. 1875)
- 12 gennaio - Augusto Scaramella Manetti, agronomo, dirigente d'azienda e politico italiano (n. 1853)
- 12 gennaio - Simon Winawer, scacchista polacco (n. 1838)
- 13 gennaio - Heinrich von Pitreich, generale e politico austro-ungarico (n. 1841)
- 14 gennaio - Cesare Bertolla, pittore italiano (n. 1845)
- 15 gennaio - Dominatore Mainetti, imprenditore e politico italiano (n. 1861)
- 16 gennaio - Michail Koronatovič Bachirev, ammiraglio russo (n. 1868)
- 16 gennaio - Gaetano Chierici, pittore e politico italiano (n. 1838)
- 18 gennaio - Giovanni Capurro, poeta e cantautore italiano (n. 1859)
- 19 gennaio - Juan Martínez Abades, pittore spagnolo (n. 1862)
- 20 gennaio - Marija Grigor'evna Stroganova, nobildonna russa (n. 1857)
- 21 gennaio - Andrea Carlotti, diplomatico italiano (n. 1864)
- 21 gennaio - Pier Desiderio Pasolini, politico, storico e scrittore italiano (n. 1844)
- 22 gennaio - Natalija Ivanivna Kobryns'ka, scrittrice, giornalista e attivista ucraina (n. 1855)
- 23 gennaio - Francesco Di Vittorio, religioso italiano (n. 1882)
- 24 gennaio - Percy French, poeta, cantautore e pittore irlandese (n. 1854)
- 24 gennaio - Mario Pilo, psicologo, filosofo e critico d'arte italiano (n. 1859)
- 24 gennaio - Amedeo Modigliani, pittore e scultore italiano (n. 1884)
- 24 gennaio - Hazel Neason, attrice e sceneggiatrice statunitense (n. 1891)
- 24 gennaio - William Plunket, V barone Plunket, diplomatico e politico britannico (n. 1864)
- 26 gennaio - Jeanne Hébuterne, pittrice francese (n. 1898)
- 26 gennaio - Angelo Michele Iannacchino, vescovo cattolico italiano (n. 1839)
- 26 gennaio - Vladimir Oskarovič Kappel', generale russo (n. 1883)
- 26 gennaio - Antonio Piccinni, pittore e incisore italiano (n. 1846)
- 26 gennaio - Aleksandr Fëdorovič Roediger, generale e politico russo (n. 1854)
- 28 gennaio - Aristide Faccioli, ingegnere italiano (n. 1848)
- 29 gennaio - Emine Sultan, principessa ottomana (n. 1874)
- 30 gennaio - Edgena De Lespine, attrice statunitense (n. 1882)
- 31 gennaio - Gilda Langer, attrice tedesca (n. 1896)
- 31 gennaio - Wilhelm Friedrich Philipp Pfeffer, botanico tedesco (n. 1845)
- 31 gennaio - Giuseppe Taglietti, magistrato e politico italiano (n. 1841)
- 31 gennaio - Émile Vernon, pittore francese (n. 1872)

## Febbraio(51)
- 1º febbraio - Adolf Albin, scacchista rumeno (n. 1848)
- 1º febbraio - Vladimir Mitrofanovič Puriškevič, politico russo (n. 1870)
- 1º febbraio - Emmerich Alexius Swoboda, scultore austriaco (n. 1849)
- 2 febbraio - Otto Bütschli, biologo, entomologo e botanico tedesco (n. 1848)
- 2 febbraio - Wilberforce Eaves, tennista britannico (n. 1867)
- 2 febbraio - Idelfonso Nieri, filologo italiano (n. 1853)
- 2 febbraio - Pál Szinyei Merse, pittore e politico ungherese (n. 1845)
- 4 febbraio - Jean Louis Émile Boudier, farmacista e micologo francese (n. 1828)
- 4 febbraio - Leo Delaney, attore statunitense (n. 1885)
- 5 febbraio - Francesco Betti, politico e avvocato italiano (n. 1870)
- 6 febbraio - Gustav Huguenin, medico e patologo svizzero (n. 1840)
- 7 febbraio - Aleksandr Vasil'evič Kolčak, esploratore, ammiraglio e politico russo (n. 1874)
- 7 febbraio - Giacinto Romano, storico italiano (n. 1854)
- 8 febbraio - Richard Dehmel, poeta e scrittore tedesco (n. 1863)
- 9 febbraio - Friedrich von Beck-Rzikowsky, generale austro-ungarico (n. 1830)
- 9 febbraio - Nunzio Federigo Faraglia, abate, storico e filologo italiano (n. 1841)
- 10 febbraio - Leopoldo Franciolini, antiquario e falsario italiano (n. 1844)
- 10 febbraio - Ignazio Galli, presbitero, meteorologo e sismologo italiano (n. 1841)
- 10 febbraio - Amedee Reyburn, pallanuotista e nuotatore statunitense (n. 1879)
- 10 febbraio - Pietro Scoppetta, pittore italiano (n. 1863)
- 11 febbraio - Dirk Boest Gips, tiratore a segno olandese (n. 1864)
- 11 febbraio - Gaby Deslys, attrice, cantante e ballerina francese (n. 1881)
- 11 febbraio - Aristide Rinaldini, cardinale e arcivescovo cattolico italiano (n. 1844)
- 11 febbraio - Pier Andrea Saccardo, botanico e micologo italiano (n. 1845)
- 12 febbraio - Adolf Frey, storico della letteratura e poeta svizzero (n. 1855)
- 12 febbraio - Émile Sauret, violinista e compositore francese (n. 1852)
- 13 febbraio - Il'ja Sergeevič Krašeninnikov, politico russo (n. 1847)
- 15 febbraio - Ernst Wertheim, ginecologo austriaco (n. 1864)
- 16 febbraio - Edward Jones, matematico statunitense (n. 1856)
- 17 febbraio - Thomas Commerford, attore statunitense (n. 1855)
- 17 febbraio - Eduard von Knorr, ammiraglio tedesco (n. 1840)
- 17 febbraio - Efim Volkov, pittore russo (n. 1844)
- 18 febbraio - Carlo Francesco Gabba, giurista italiano (n. 1835)
- 19 febbraio - Emilio Bisi, scultore italiano (n. 1850)
- 19 febbraio - William George Trice, organaro britannico (n. 1848)
- 20 febbraio - Ezechiele Acerbi, pittore italiano (n. 1850)
- 20 febbraio - Giovanni Alberto di Meclemburgo-Schwerin, nobile (n. 1857)
- 20 febbraio - Giacinta Marto, portoghese (n. 1910)
- 20 febbraio - Robert Edwin Peary, esploratore statunitense (n. 1856)
- 20 febbraio - Camillo Pecci, nobile e militare italiano (n. 1855)
- 21 febbraio - Alfonso Carlo di Braganza, principe portoghese (n. 1865)
- 21 febbraio - Vladimir Egorovič Makovskij, pittore, collezionista d'arte e insegnante russo (n. 1846)
- 22 febbraio - Nicodemo Jadanza, geodeta e cartografo italiano (n. 1847)
- 23 febbraio - Guido Colombo, archivista italiano (n. 1859)
- 24 febbraio - Aleksandr Aleksandrovič Fišer fon Val'dgejm, botanico russo (n. 1839)
- 25 febbraio - Tommaso Senise, politico italiano (n. 1848)
- 26 febbraio - Pierre Auguste Roques, generale francese (n. 1856)
- 27 febbraio - William Sherman Jennings, politico statunitense (n. 1863)
- 28 febbraio - Camillo Bozzolo, patologo e politico italiano (n. 1845)
- 28 febbraio - Ludwig Rubiner, scrittore e traduttore tedesco (n. 1881)
- 29 febbraio - Nicola Alongi, sindacalista italiano (n. 1863)

## Marzo(40)
- 1º marzo - Clemente Lequio, generale italiano (n. 1857)
- 1º marzo - Iosif Trumpeldor, militare russo (n. 1880)
- 2 marzo - Giuseppe Simili, avvocato e giornalista italiano (n. 1865)
- 2 marzo - Harry Solter, regista e attore statunitense (n. 1873)
- 3 marzo - Giovan Battista Asperti, militare italiano (n. 1839)
- 4 marzo - Luca Gerosa, scultore svizzero (n. 1856)
- 5 marzo - Alfonso Barinetti, avvocato e politico italiano (n. 1854)
- 7 marzo - Jaan Poska, politico, avvocato e diplomatico estone (n. 1866)
- 8 marzo - Rafael Obligado, scrittore argentino (n. 1851)
- 9 marzo - Lidija Nikolaevna Figner, rivoluzionaria russa (n. 1853)
- 10 marzo - Giuseppe Caravita di Sirignano, imprenditore e politico italiano (n. 1849)
- 10 marzo - Otto Neitzel, compositore, pianista e critico musicale tedesco (n. 1852)
- 12 marzo - Fedele Cappelletti, ceramista italiano (n. 1847)
- 13 marzo - Mary Devens, fotografa statunitense (n. 1857)
- 13 marzo - Charles Lapworth, geologo britannico (n. 1842)
- 14 marzo - Nikolaj Sergeevič Korotkov, chirurgo russo (n. 1874)
- 14 marzo - Edoardo Sonzogno, editore e editore musicale italiano (n. 1836)
- 15 marzo - Rudolf Berthold, aviatore tedesco (n. 1891)
- 15 marzo - Edith Holden, artista e insegnante inglese (n. 1871)
- 16 marzo - Pasquale Martignetti, politico italiano (n. 1844)
- 16 marzo - Ernst Schwalbe, patologo tedesco (n. 1871)
- 18 marzo - Félix Garrigou, idrologo e medico francese (n. 1835)
- 18 marzo - Filippo Giustini, cardinale italiano (n. 1852)
- 18 marzo - Hermann Oldenberg, orientalista e storico delle religioni tedesco (n. 1854)
- 20 marzo - Eva Mylott, contralto australiana (n. 1875)
- 21 marzo - Evelina Haverfield, attivista britannica (n. 1867)
- 21 marzo - Sholom Dovber Schneersohn, filosofo, mistico e rabbino russo (n. 1860)
- 21 marzo - Federigo Tozzi, scrittore, poeta e drammaturgo italiano (n. 1883)
- 22 marzo - Nicolò Avarna, nobile, imprenditore e politico italiano (n. 1839)
- 24 marzo - Philip A. Herfort, violinista e direttore d'orchestra tedesco (n. 1851)
- 24 marzo - Maria Antonietta Torriani, scrittrice italiana (n. 1840)
- 24 marzo - Mary Augusta Ward, romanziera britannica (n. 1851)
- 25 marzo - Aloisio del Liechtenstein, politico austriaco (n. 1846)
- 26 marzo - William Chester Minor, medico e letterato statunitense (n. 1834)
- 26 marzo - Avguštin Stegenšek, presbitero e storico dell'arte sloveno (n. 1875)
- 26 marzo - Luigi Maria Filippo d'Orléans-Braganza, principe e scrittore brasiliano (n. 1878)
- 29 marzo - Dmitrij Borisovič Golicyn, generale russo (n. 1851)
- 31 marzo - Paul Bachmann, matematico tedesco (n. 1837)
- 31 marzo - Hector Hodler, giornalista e esperantista svizzero (n. 1887)
- 31 marzo - Lothar von Trotha, generale tedesco (n. 1848)

## Aprile(36)
- 1º aprile - Emma Hauck, artista tedesca (n. 1878)
- 4 aprile - Germain Nouveau, poeta e insegnante francese (n. 1851)
- 5 aprile - Laurent Marqueste, scultore francese (n. 1848)
- 5 aprile - Edgardo Del Valle de Paz, pianista e compositore italiano (n. 1861)
- 6 aprile - Nicola IV Esterházy, principe (n. 1869)
- 7 aprile - Karl Binding, giurista tedesco (n. 1841)
- 7 aprile - Caroline Alice Elgar, poetessa e scrittrice inglese (n. 1848)
- 7 aprile - Angelo Fuchs, ingegnere e architetto italiano (n. 1848)
- 8 aprile - John Brashear, astronomo statunitense (n. 1840)
- 8 aprile - Charles Griffes, compositore statunitense (n. 1884)
- 9 aprile - Daniel Kelly, lunghista statunitense (n. 1883)
- 10 aprile - Moritz Cantor, matematico tedesco (n. 1829)
- 12 aprile - Walter Edwards, regista e attore statunitense (n. 1870)
- 12 aprile - Teresa di Gesù di Los Andes, religiosa cilena (n. 1900)
- 13 aprile - Mario Ugo Gordesco, militare e aviatore italiano (n. 1884)
- 13 aprile - Giuseppe Grassa, aviatore italiano (n. 1891)
- 14 aprile - John George Bartholomew, cartografo e geografo britannico (n. 1860)
- 14 aprile - Moritz Benedikt, neurologo austro-ungarico (n. 1835)
- 14 aprile - Traugott von Sauberzweig, generale tedesco (n. 1863)
- 16 aprile - Agostino Bajocco, politico italiano (n. 1828)
- 16 aprile - Carlo Alberto Gerbaix de Sonnaz, diplomatico e politico italiano (n. 1839)
- 17 aprile - Aloisia del Liechtenstein, principessa austriaca (n. 1838)
- 18 aprile - Fritz Hoffmann-La Roche, imprenditore svizzero (n. 1868)
- 19 aprile - Mathilde Mallinger, soprano austriaco (n. 1847)
- 20 aprile - Pierre Daniël Chantepie de la Saussaye, storico delle religioni olandese (n. 1848)
- 20 aprile - Tony Jackson, pianista, cantante e compositore statunitense (n. 1882)
- 20 aprile - Briton Rivière, pittore britannico (n. 1840)
- 24 aprile - Nathan Goff Junior, politico statunitense (n. 1843)
- 26 aprile - Alfonso Badini Confalonieri, avvocato e politico italiano (n. 1843)
- 26 aprile - Friedrich Imhoof-Blumer, numismatico svizzero (n. 1838)
- 26 aprile - Pietro II Moncada di Paternò, nobile e imprenditore italiano (n. 1862)
- 26 aprile - Vrtanes Papazian, scrittore, romanziere e giornalista armeno (n. 1866)
- 26 aprile - Srinivasa Ramanujan, matematico indiano (n. 1887)
- 27 aprile - Shimun XX Paulos, vescovo cristiano orientale siro (n. 1885)
- 28 aprile - Augusto Miranda y Godoy, ammiraglio, politico e scrittore spagnolo (n. 1855)
- 28 aprile - Kliment Arkad'evič Timirjazev, biologo e botanico russo (n. 1843)

## Maggio(44)
- 1º maggio - Hans Geelmuyden, astronomo norvegese (n. 1844)
- 1º maggio - Margherita di Connaught, principessa britannica (n. 1882)
- 1º maggio - Hanuš Wihan, violoncellista ceco (n. 1855)
- 2 maggio - William Wilton, allenatore di calcio scozzese (n. 1865)
- 3 maggio - Harvey Lord, mezzofondista e velocista statunitense (n. 1878)
- 3 maggio - Andrea Salsedo, anarchico italiano (n. 1881)
- 4 maggio - Richard Émile Augustin de Candolle, botanico svizzero (n. 1868)
- 4 maggio - Antonio Orlandi Cardini, patriota, politico e militare italiano (n. 1850)
- 5 maggio - Charles-Ange Laisant, politico e matematico francese (n. 1841)
- 6 maggio - Leonida Bissolati, politico italiano (n. 1857)
- 6 maggio - Hortense Schneider, soprano francese (n. 1833)
- 8 maggio - Enrico Del Carlo, politico e giornalista italiano (n. 1843)
- 8 maggio - Handley Moule, vescovo anglicano, teologo e biblista britannico (n. 1841)
- 9 maggio - Henri Dapples, calciatore svizzero (n. 1871)
- 9 maggio - Hōmei Iwano, scrittore giapponese (n. 1873)
- 10 maggio - John Wesley Hyatt, inventore statunitense (n. 1837)
- 11 maggio - Giacomo Colosimo, mafioso italiano (n. 1878)
- 11 maggio - Boris Dumenko, generale sovietico (n. 1888)
- 11 maggio - William Dean Howells, scrittore e critico letterario statunitense (n. 1837)
- 12 maggio - Georges Petit, gallerista francese (n. 1856)
- 13 maggio - José Árbol y Bonilla, ingegnere e astronomo messicano (n. 1853)
- 13 maggio - Franz Moroder, politico e poeta austriaco (n. 1847)
- 14 maggio - Henri Négresco, imprenditore francese (n. 1870)
- 15 maggio - Giulio Boschi, cardinale italiano (n. 1838)
- 15 maggio - Owen Morgan Edwards, storico, educatore e scrittore gallese (n. 1858)
- 16 maggio - Marija Leont'evna Bočkarëva, militare russa (n. 1889)
- 16 maggio - José Gómez Ortega, torero spagnolo (n. 1895)
- 16 maggio - Levi P. Morton, politico e diplomatico statunitense (n. 1824)
- 16 maggio - Domenico Raccuini, avvocato e politico italiano (n. 1854)
- 18 maggio - Margaret Damer Dawson, poliziotta britannica (n. 1873)
- 18 maggio - Johan Thorne, politico norvegese (n. 1843)
- 19 maggio - John Wassow, ginnasta e multiplista statunitense (n. 1879)
- 20 maggio - Emil Ábrányi, poeta, giornalista e critico letterario ungherese (n. 1851)
- 21 maggio - Venustiano Carranza, politico e militare messicano (n. 1859)
- 21 maggio - Eleanor H. Porter, scrittrice statunitense (n. 1868)
- 22 maggio - Hal Reid, sceneggiatore, commediografo e regista statunitense (n. 1863)
- 23 maggio - Svetozar Borojević von Bojna, generale austro-ungarico (n. 1856)
- 24 maggio - Émile Taddéoli, aviatore svizzero (n. 1879)
- 25 maggio - Erwin Preuschen, teologo e presbitero tedesco (n. 1867)
- 26 maggio - Kostantin Ėsperovič Belosel'skij-Belozerskij, generale russo (n. 1843)
- 27 maggio - Pierre-Louis Péchenard, vescovo cattolico e storico francese (n. 1842)
- 29 maggio - Carlos Deltour, canottiere francese (n. 1864)
- 31 maggio - Nasrullah Khan, emiro afghano (n. 1874)
- 31 maggio - Gaetano Sbodio, attore teatrale e drammaturgo italiano (n. 1844)

## Giugno(34)
- 5 giugno - Rhoda Broughton, scrittrice inglese (n. 1840)
- 5 giugno - Charles Jensen, ginnasta danese (n. 1885)
- 6 giugno - António Maria Baptista, politico portoghese (n. 1866)
- 6 giugno - Enrico Gotti, generale italiano (n. 1867)
- 6 giugno - Grigorij Nikolaevič Potanin, esploratore, orientalista e etnografo russo (n. 1835)
- 7 giugno - Emilio Boggio, pittore venezuelano (n. 1857)
- 8 giugno - Augusto Righi, fisico italiano (n. 1850)
- 10 giugno - Gherardo Ghirardini, archeologo italiano (n. 1854)
- 12 giugno - Iōannīs Damianos, ammiraglio e politico greco (n. 1861)
- 13 giugno - Essad Pascià, politico albanese (n. 1863)
- 14 giugno - Benigno Ferreira, giurista e politico paraguaiano (n. 1846)
- 14 giugno - Anna Maria Mozzoni, giornalista italiana (n. 1837)
- 14 giugno - Réjane, attrice francese (n. 1857)
- 14 giugno - Max Weber, sociologo, filosofo e economista tedesco (n. 1864)
- 15 giugno - Henry Renny-Tailyour, militare, rugbista a 15 e atleta scozzese (n. 1849)
- 16 giugno - Piero Torrigiani, politico italiano (n. 1846)
- 16 giugno - İbrahim ağa Usubov, generale azero (n. 1872)
- 17 giugno - Michele Geremicca, botanico italiano (n. 1857)
- 18 giugno - Alberto Barberis, calciatore italiano (n. 1887)
- 18 giugno - Mario Puccini, pittore italiano (n. 1869)
- 19 giugno - Roberto Calai Marioni, vescovo cattolico italiano (n. 1842)
- 19 giugno - Fatali Khan Khoyski, avvocato e politico azero (n. 1875)
- 20 giugno - John Grigg, astronomo neozelandese (n. 1838)
- 20 giugno - Dmitrij Iosifovič Ivanovskij, botanico e biologo russo (n. 1864)
- 21 giugno - Josiah Conder, architetto inglese (n. 1852)
- 21 giugno - Gaetano Previati, pittore italiano (n. 1852)
- 23 giugno - Giuseppe Ugolini, militare italiano (n. 1885)
- 24 giugno - Georgios Christakis-Zografos, politico, diplomatico e giurista greco (n. 1863)
- 28 giugno - Gavriil Vasil'evič Baranovskij, architetto, ingegnere e storico dell'arte russo (n. 1860)
- 28 giugno - Edoardo Colombo, calciatore italiano (n. 1899)
- 28 giugno - Pauline Rita, soprano e attrice britannica (n. 1842)
- 30 giugno - Lena Christ, scrittrice tedesca (n. 1881)
- 30 giugno - Emma Lampert Cooper, pittrice statunitense (n. 1855)
- 30 giugno - Fabiano Landi, missionario e vescovo italiano (n. 1872)

## Luglio(41)
- 1º luglio - William Dutcher, ornitologo statunitense (n. 1846)
- 1º luglio - Delfim Moreira, avvocato e politico brasiliano (n. 1868)
- 2 luglio - Michail Osipovič Ėjzenštejn, architetto e ingegnere russo (n. 1867)
- 3 luglio - William Crawford Gorgas, igienista e generale statunitense (n. 1854)
- 4 luglio - Max Klinger, incisore e scultore tedesco (n. 1857)
- 5 luglio - Anthony O'Sullivan, attore e regista statunitense (n. 1855)
- 7 luglio - Roberto Silva Renard, generale e politico cileno (n. 1855)
- 7 luglio - Alexander Georg Supan, geografo austriaco (n. 1847)
- 8 luglio - Henry Adams Thompson, politico statunitense (n. 1837)
- 9 luglio - Angelico Lipani, presbitero e religioso italiano (n. 1842)
- 10 luglio - John Fisher, I barone Fisher, ammiraglio inglese (n. 1841)
- 11 luglio - Eugenia de Montijo, contessa (n. 1826)
- 12 luglio - Tommaso Gulli, militare italiano (n. 1879)
- 13 luglio - Albert Zürner, tuffatore tedesco (n. 1890)
- 14 luglio - Heinrich Friedjung, storico austriaco (n. 1851)
- 14 luglio - Albert von Keller, pittore svizzero (n. 1844)
- 16 luglio - Gyula Benczúr, pittore ungherese (n. 1844)
- 17 luglio - Heinrich Dressel, archeologo, numismatico e epigrafista tedesco (n. 1845)
- 17 luglio - Jesús Guajardo, generale messicano (n. 1892)
- 18 luglio - Raffaello Pignatari, giornalista e politico italiano (n. 1880)
- 18 luglio - Gioacchino di Prussia, nobile tedesco (n. 1890)
- 19 luglio - Giuseppe de Felice Giuffrida, politico italiano (n. 1859)
- 20 luglio - Mariano de Cavia, giornalista spagnolo (n. 1855)
- 21 luglio - Agostino Brunetta, aviatore e militare italiano (n. 1895)
- 21 luglio - Alexander Wassilko von Serecki, militare e agente segreto austriaco (n. 1871)
- 22 luglio - Francisco Domingo Marqués, pittore spagnolo (n. 1842)
- 22 luglio - William Kissam Vanderbilt, imprenditore statunitense (n. 1849)
- 22 luglio - Georges-André Lacroix, regista cinematografico francese (n. 1880)
- 23 luglio - Arduino Miccinesi, militare italiano (n. 1899)
- 23 luglio - Giacomo Schirò, militare italiano (n. 1901)
- 23 luglio - Boris Aleksandrovič Turaev, storico, egittologo e orientalista russo (n. 1868)
- 24 luglio - Adeodato Bonasi, politico e giurista italiano (n. 1838)
- 24 luglio - Ludwig Ganghofer, scrittore, drammaturgo e editore tedesco (n. 1855)
- 24 luglio - Yusuf al-'Azma, militare arabo (n. 1884)
- 25 luglio - Jean-Pierre Morat, fisiologo francese (n. 1846)
- 26 luglio - August von Kaulbach, pittore tedesco (n. 1850)
- 27 luglio - Angiolo Badaloni, architetto e ingegnere italiano (n. 1849)
- 27 luglio - Armand Gautier, biochimico francese (n. 1837)
- 28 luglio - Germano V, arcivescovo ortodosso greco (n. 1835)
- 29 luglio - Pëtr Badmaev, medico russo (n. 1850)
- 29 luglio - Paul Kleinert, teologo tedesco (n. 1837)

## Agosto(37)
- 1º agosto - Eugene Gaudio, direttore della fotografia italiano (n. 1886)
- 1º agosto - Bal Gangadhar Tilak, attivista e politico indiano (n. 1856)
- 3 agosto - Ergisto Bezzi, patriota italiano (n. 1835)
- 4 agosto - Vittore Grubicy de Dragon, pittore, incisore e critico d'arte italiano (n. 1851)
- 6 agosto - Guido Beltrami, calciatore italiano (n. 1865)
- 6 agosto - Remus von Woyrsch, feldmaresciallo prussiano (n. 1847)
- 9 agosto - Giuseppe Cagna, politico e avvocato italiano (n. 1849)
- 10 agosto - James O'Neill, attore irlandese (n. 1847)
- 11 agosto - Augusto Baldesi, vigile del fuoco italiano
- 11 agosto - Vincenzo Sardi di Rivisondoli, arcivescovo cattolico italiano (n. 1855)
- 12 agosto - Antonio Santarelli, archeologo italiano (n. 1832)
- 12 agosto - German Ottovič Struve, astronomo russo (n. 1854)
- 12 agosto - Walter Winans, tiratore a segno e scultore statunitense (n. 1852)
- 13 agosto - Enrico Soulier, politico italiano (n. 1848)
- 14 agosto - Francesco Niola, arcivescovo cattolico italiano (n. 1842)
- 14 agosto - Ignacy Skorupka, presbitero polacco (n. 1893)
- 15 agosto - Christina Alčevskaja, scrittrice e insegnante ucraina (n. 1841)
- 16 agosto - John Gilbert Baker, botanico britannico (n. 1834)
- 16 agosto - Norman Lockyer, scienziato e astronomo britannico (n. 1836)
- 16 agosto - Aleksej Aleksandrovič Šachmatov, filologo e linguista russo (n. 1864)
- 17 agosto - Antonio Ceci, medico e chirurgo italiano (n. 1852)
- 17 agosto - Giovanni Celoria, astronomo e politico italiano (n. 1842)
- 17 agosto - Ray Chapman, giocatore di baseball statunitense (n. 1891)
- 20 agosto - Etelka Gerster, soprano ungherese (n. 1857)
- 20 agosto - Carlo Rasponi Bonanzi, politico italiano (n. 1858)
- 22 agosto - Giovanni Michelazzi, architetto italiano (n. 1879)
- 22 agosto - Anders Zorn, pittore svedese (n. 1860)
- 25 agosto - Federico Della Chiesa, avvocato, scrittore e politico italiano (n. 1848)
- 26 agosto - Joseph Louis Alphonse Baret, generale francese (n. 1852)
- 28 agosto - Suzanne Grandais, attrice francese (n. 1893)
- 28 agosto - David Paul von Hansemann, patologo e oncologo tedesco (n. 1858)
- 29 agosto - Léon-Adolphe Amette, cardinale e arcivescovo cattolico francese (n. 1850)
- 29 agosto - Giuseppe Cangiano, poliziotto italiano (n. 1875)
- 29 agosto - Gustav Jenner, compositore, direttore d'orchestra e musicologo tedesco (n. 1865)
- 31 agosto - Émile Burnat, botanico svizzero (n. 1828)
- 31 agosto - Wilhelm Wundt, psicologo, fisiologo e filosofo tedesco (n. 1832)
- 31 agosto - Louis Ducos du Hauron, fisico, inventore e fotografo francese (n. 1837)

## Settembre(42)
- 2 settembre - Domenico Ghidoni, scultore italiano (n. 1857)
- 2 settembre - Victoriano Guisasola y Menéndez, cardinale e arcivescovo cattolico spagnolo (n. 1852)
- 2 settembre - Dee Lampton, attore statunitense (n. 1898)
- 2 settembre - Charles James Lyall, funzionario britannico (n. 1845)
- 5 settembre - Robert Harron, attore statunitense (n. 1893)
- 5 settembre - Arthur von Oettingen, fisico e teorico della musica tedesco (n. 1836)
- 6 settembre - Paul-Jean Toulet, poeta francese (n. 1867)
- 6 settembre - Maria di Meclemburgo-Schwerin, nobile (n. 1854)
- 8 settembre - Harmon Northrop Morse, chimico e docente statunitense (n. 1848)
- 8 settembre - Rudolf Mosse, editore e filantropo tedesco (n. 1843)
- 9 settembre - Agostino Cameroni, politico, giornalista e critico musicale italiano (n. 1870)
- 9 settembre - Edward Lansing, golfista statunitense (n. 1856)
- 10 settembre - Olive Thomas, modella e attrice statunitense (n. 1894)
- 12 settembre - Ferdinand Feyerick, schermidore belga (n. 1865)
- 12 settembre - Ernst Leitz I, ottico e imprenditore tedesco (n. 1843)
- 13 settembre - Gaetano Millunzi, storico, letterato e presbitero italiano (n. 1859)
- 14 settembre - Mohammad Khiabani, religioso e politico iraniano (n. 1880)
- 14 settembre - Semën Afanas'evič Vengerov, critico letterario e bibliografo russo (n. 1855)
- 15 settembre - Roberto Ardigò, filosofo e pedagogista italiano (n. 1828)
- 15 settembre - Filippo Galassi, ingegnere italiano (n. 1856)
- 15 settembre - Raimundo de Madrazo, pittore spagnolo (n. 1841)
- 16 settembre - Dan Andersson, scrittore e poeta svedese (n. 1888)
- 16 settembre - Fratelli Calvi, militare e alpinista italiano (n. 1887)
- 16 settembre - Horatio Torromé, pattinatore artistico su ghiaccio britannico (n. 1861)
- 17 settembre - Eliza Burt Gamble, scrittrice statunitense (n. 1841)
- 18 settembre - Giovanni Maria Pellizzari, vescovo cattolico italiano (n. 1851)
- 18 settembre - Salvatore Pisani, scultore italiano (n. 1859)
- 18 settembre - Luigi Torchi, musicologo italiano (n. 1858)
- 20 settembre - Edoardo Ginistrelli, politico italiano (n. 1838)
- 21 settembre - José Bermudo Mateos, pittore spagnolo (n. 1853)
- 21 settembre - Michele Cammarano, pittore italiano (n. 1835)
- 22 settembre - Herbert James Draper, pittore inglese (n. 1863)
- 24 settembre - Inessa Armand, rivoluzionaria russa (n. 1874)
- 24 settembre - Peter Carl Fabergé, gioielliere e orafo russo (n. 1846)
- 25 settembre - Aleksej Andreevič Polivanov, generale e politico russo (n. 1855)
- 25 settembre - Jacob Henry Schiff, banchiere, imprenditore e filantropo tedesco (n. 1847)
- 26 settembre - Harry Low, calciatore scozzese (n. 1882)
- 26 settembre - Damiano Maria Saintourens, presbitero francese (n. 1835)
- 26 settembre - August von Thomsen, ammiraglio tedesco (n. 1846)
- 27 settembre - Giovanni Battista Arista, vescovo cattolico italiano (n. 1862)
- 27 settembre - Ned Finley, attore, regista e sceneggiatore statunitense (n. 1870)
- 29 settembre - Michele Rajna, matematico e astronomo italiano (n. 1854)

## Ottobre(34)
- 1º ottobre - Ogata Gekko, pittore giapponese (n. 1859)
- 1º ottobre - Italo Giglioli, chimico italiano (n. 1852)
- 1º ottobre - Vladimir Ivanovič Rebikov, compositore e pianista russo (n. 1866)
- 2 ottobre - Max Bruch, compositore e direttore d'orchestra tedesco (n. 1838)
- 2 ottobre - Theodore Marston, regista e sceneggiatore statunitense (n. 1868)
- 2 ottobre - William Young, commediografo, scrittore e attore statunitense (n. 1847)
- 3 ottobre - Giuseppe Luigi Malliani, politico italiano (n. 1855)
- 6 ottobre - Paolano Manassei, imprenditore, politico e poeta italiano (n. 1837)
- 6 ottobre - Nathan Zuntz, fisiologo tedesco (n. 1847)
- 7 ottobre - Marco Besso, dirigente d'azienda e letterato italiano (n. 1843)
- 7 ottobre - Oreste Calzolari, scultore italiano (n. 1852)
- 7 ottobre - Yves Delage, zoologo francese (n. 1854)
- 12 ottobre - Ryu Gwansun, patriota e attivista coreana (n. 1902)
- 13 ottobre - Graziano Appiani, imprenditore e politico italiano (n. 1850)
- 14 ottobre - Giovanni Orcel, sindacalista italiano (n. 1887)
- 15 ottobre - Duncan MacDougall, medico statunitense (n. 1866)
- 16 ottobre - Alberto Nepomuceno, compositore e direttore d'orchestra brasiliano (n. 1864)
- 17 ottobre - Gérard Leman, generale belga (n. 1851)
- 17 ottobre - John Reed, giornalista e attivista statunitense (n. 1887)
- 17 ottobre - Juan Sarabia, politico, giornalista e rivoluzionario messicano (n. 1882)
- 18 ottobre - Vittorio Fiorone, generale italiano (n. 1861)
- 19 ottobre - Riccardo Carafa, nobile, scrittore e militare italiano (n. 1859)
- 20 ottobre - Carlo Salvioni, linguista e glottologo svizzero (n. 1858)
- 22 ottobre - Emmanuel Bénézit, gallerista e storico dell'arte francese (n. 1854)
- 23 ottobre - Anton Weichselbaum, patologo e batteriologo austriaco (n. 1845)
- 24 ottobre - Marija Aleksandrovna Romanova, nobile russa (n. 1853)
- 25 ottobre - Alessandro di Grecia, sovrano greco (n. 1893)
- 25 ottobre - Odoardo Beccari, naturalista e botanico italiano (n. 1843)
- 25 ottobre - Berardo Candida Gonzaga, nobile, storico e genealogista italiano (n. 1845)
- 25 ottobre - Traolach Mac Suibhne, attivista, politico e scrittore irlandese (n. 1879)
- 28 ottobre - Aniceta Frisetti, filantropa italiana (n. 1846)
- 30 ottobre - James Roche, III barone Fermoy, nobile irlandese (n. 1852)
- 31 ottobre - James Albert Gary, politico statunitense (n. 1833)
- 31 ottobre - Evander Law, scrittore, insegnante e generale statunitense (n. 1836)

## Novembre(39)
- 2 novembre - Luigi Bodio, economista e statistico italiano (n. 1840)
- 2 novembre - David Misell, inventore britannico (n. 1846)
- 3 novembre - Giuseppe Cuboni, botanico e agronomo italiano (n. 1852)
- 4 novembre - Policarpo Scarabello, politico italiano (n. 1883)
- 6 novembre - Leopoldo Dotti, calciatore italiano (n. 1895)
- 6 novembre - Ludovico in Baviera, duca (n. 1831)
- 6 novembre - Hugo Ribbert, patologo tedesco (n. 1855)
- 6 novembre - Arturo Soria, urbanista, ingegnere e giornalista spagnolo (n. 1844)
- 6 novembre - Maria Waldmann, mezzosoprano austriaca (n. 1845)
- 7 novembre - Cherubino Binelli, politico e imprenditore italiano (n. 1858)
- 7 novembre - Samuel James Meltzer, fisiologo statunitense (n. 1851)
- 7 novembre - Félix Pisani, mineralogista francese (n. 1831)
- 8 novembre - Abraham Kuyper, politico e teologo olandese (n. 1837)
- 8 novembre - Semën An-skij, scrittore, drammaturgo e giornalista russo (n. 1863)
- 8 novembre - Guglielmo Malatesta, pistard italiano (n. 1891)
- 9 novembre - Nectarios di Egina, vescovo ortodosso greco (n. 1846)
- 10 novembre - Giulio Cesare Buzzati, giurista italiano (n. 1862)
- 12 novembre - Angelo Bacchetta, pittore italiano (n. 1841)
- 13 novembre - Luc-Olivier Merson, pittore e illustratore francese (n. 1846)
- 13 novembre - Carl Toldt, anatomista austriaco (n. 1840)
- 15 novembre - Carl Lebrecht Udo Dammer, botanico e entomologo tedesco (n. 1860)
- 15 novembre - Harry Thickett, calciatore inglese (n. 1873)
- 17 novembre - Stefano Caronia, presbitero italiano (n. 1876)
- 17 novembre - Mario Caserini, regista, attore e sceneggiatore italiano (n. 1874)
- 17 novembre - Bartolomeo Peyrot, alpinista italiano (n. 1836)
- 18 novembre - Paolo Borghese, nobile, gastronomo e scrittore italiano (n. 1844)
- 18 novembre - Matthías Jochumsson, presbitero e poeta islandese (n. 1835)
- 18 novembre - Adolf Kertész, calciatore ungherese (n. 1892)
- 18 novembre - Emilio Motta, storico e numismatico svizzero (n. 1855)
- 18 novembre - Ercolano Salvi, politico e patriota italiano (n. 1861)
- 19 novembre - Will S. Davis, regista, sceneggiatore e attore statunitense (n. 1882)
- 19 novembre - Henry Thode, storico dell'arte tedesco (n. 1857)
- 21 novembre - Blasius von Schemua, generale austriaco (n. 1856)
- 24 novembre - Alexandru Macedonski, poeta, romanziere e drammaturgo rumeno (n. 1854)
- 24 novembre - Guglielmo Ugo Petrella, avvocato, magistrato e politico italiano (n. 1837)
- 27 novembre - Luigi Bertelli, scrittore, giornalista e poeta italiano (n. 1860)
- 27 novembre - Emilio Bossi, giornalista, avvocato e politico svizzero (n. 1871)
- 27 novembre - Alexius Meinong, filosofo austriaco (n. 1853)
- 28 novembre - Pietro Bertolini, politico italiano (n. 1859)

## Dicembre(39)
- 1º dicembre - Edward Ponsonby, VIII conte di Bessborough, storico britannico (n. 1851)
- 2 dicembre - Attilio Brunialti, costituzionalista, geografo e politico italiano (n. 1849)
- 2 dicembre - Félicien Trewey, attore francese (n. 1848)
- 3 dicembre - William de Wiveleslie Abney, scienziato e fotografo inglese (n. 1843)
- 4 dicembre - Frank Bigelow Tarbell, grecista, archeologo e docente statunitense (n. 1853)
- 5 dicembre - Dario Cassuto, politico e avvocato italiano (n. 1850)
- 5 dicembre - Benjamin Holt, inventore statunitense (n. 1849)
- 5 dicembre - José Pérez, calciatore uruguaiano (n. 1897)
- 6 dicembre - Luigi Concetti, pediatra italiano (n. 1854)
- 6 dicembre - Gyula von Iványi, schermidore ungherese (n. 1864)
- 6 dicembre - Karel Kovařovic, compositore e direttore d'orchestra ceco (n. 1862)
- 6 dicembre - Italo Pizzi, iranista italiano (n. 1849)
- 7 dicembre - José Sebastião d'Almeida Neto, cardinale e patriarca cattolico portoghese (n. 1841)
- 7 dicembre - Noè Bordignon, pittore italiano (n. 1841)
- 9 dicembre - George Browne, giocatore di baseball statunitense (n. 1876)
- 9 dicembre - Mollie McConnell, attrice statunitense (n. 1865)
- 11 dicembre - Olive Schreiner, scrittrice sudafricana (n. 1855)
- 11 dicembre - Carlo Vallini, poeta e drammaturgo italiano (n. 1885)
- 13 dicembre - Alexander Muirhead, ingegnere inglese (n. 1848)
- 14 dicembre - Benjamín G. Hill, generale messicano (n. 1874)
- 15 dicembre - Horatio Caro, scacchista britannico (n. 1862)
- 15 dicembre - Alfonso Guerra, ingegnere e architetto italiano (n. 1845)
- 15 dicembre - Georg Salwe, scacchista polacco (n. 1862)
- 20 dicembre - Mariano Coppedè, artigiano, scultore e intagliatore italiano (n. 1839)
- 20 dicembre - Linton Hope, architetto e velista britannico (n. 1863)
- 21 dicembre - Mohammed Abdullah Hassan, condottiero somalo (n. 1856)
- 23 dicembre - Musa ag Amastan, algerino (n. 1867)
- 23 dicembre - Muhammad IV di Kelantan, sovrano malese (n. 1870)
- 23 dicembre - Henry Frederick Conrad Sander, botanico tedesco (n. 1847)
- 24 dicembre - Karol Miller, pittore polacco (n. 1835)
- 26 dicembre - Monk Eastman, criminale statunitense (n. 1875)
- 26 dicembre - Hugo Goldschmidt, scrittore e musicologo tedesco (n. 1859)
- 26 dicembre - Carl Legien, sindacalista e politico tedesco (n. 1861)
- 26 dicembre - Edmondo Mayor des Planches, diplomatico e politico italiano (n. 1851)
- 27 dicembre - Antonino di Prampero, politico e militare italiano (n. 1836)
- 28 dicembre - Leopold Landau, ginecologo tedesco (n. 1848)
- 29 dicembre - Lorenzo Giuntini, stuccatore inglese
- 29 dicembre - Alberto Tonelli, matematico italiano (n. 1849)
- 30 dicembre - James David Bourchier, giornalista e attivista irlandese (n. 1850)

## Senza giorno specificato(56)
- Tryggve Andersen, scrittore norvegese (n. 1866)
- Giovanni Battista Baldi, pittore italiano (n. 1837)
- Ruggero Berlam, architetto, museologo e politico italiano (n. 1854)
- Andrea Bernabè, circense italiano (n. 1850)
- François Borne, flautista e compositore francese (n. 1840)
- Clément Brun, pittore francese (n. 1868)
- Anita Di Landa, attrice teatrale e cantante italiana (n. 1882)
- Augustus Carney, attore britannico (n. 1870)
- Aleix Clapés, pittore spagnolo (n. 1850)
- François-Alfred Delobbe, pittore francese (n. 1835)
- Constantin Dobrogeanu-Gherea, politico rumeno (n. 1858)
- Alphonse Joseph Charles Dubois, naturalista belga (n. 1839)
- Julius Elster, fisico tedesco (n. 1854)
- Feride Hanimsultan, principessa ottomana (n. 1847)
- Antonino Ferrarotto, filantropo e politico italiano (n. 1834)
- Théodore Flournoy, psicologo svizzero (n. 1854)
- Evelyn Franceschi Marini, storica dell'arte, giornalista e scrittrice italiana (n. 1855)
- Diiriye Guure, generale somalo (n. 1860)
- Ludwig Gattermann, chimico tedesco (n. 1860)
- Vladimir Gavrilovič Glazov, generale e politico russo (n. 1848)
- Leopoldo Grimaldi, pittore italiano (n. 1838)
- Gerardus Gul, arcivescovo vetero-cattolico olandese (n. 1847)
- Jean Casimir Félix Guyon, chirurgo francese (n. 1831)
- He Zhen, anarchica e scrittrice cinese (n. 1884)
- Salvador Ibáñez, liutaio spagnolo (n. 1854)
- Joseph Paxson Iddings, geologo statunitense (n. 1857)
- Imdad Khan, musicista indiano (n. 1848)
- Abbot Kinney, imprenditore statunitense (n. 1850)
- William Laparra, pittore francese (n. 1873)
- Raymond Lefebvre, politico, giornalista e scrittore francese (n. 1891)
- Ridolfo Livi, antropologo italiano (n. 1856)
- Étienne Lombard, medico francese (n. 1869)
- Lajos Lóczy, geologo ungherese (n. 1849)
- Achille Manfredini, ingegnere e architetto italiano (n. 1869)
- Guglielmo Marin, ingegnere italiano (n. 1855)
- Josef Markwart, orientalista tedesco (n. 1864)
- Mehmed Riza Pascià, militare ottomano (n. 1844)
- Alessandro Monteneri, intarsiatore e restauratore italiano (n. 1832)
- Aleksandr Zachar'evič Myšlaevskij, generale russo (n. 1856)
- Thorsten Nordenfelt, inventore svedese (n. 1842)
- Georgios Papasideris, pesista, discobolo e sollevatore greco (n. 1875)
- Giovanni Paroli, tenore italiano (n. 1856)
- Corrado Pavesi Negri, compositore italiano (n. 1843)
- Elviro Raimondi, pittore italiano (n. 1867)
- Henry Meynell Rheam, pittore e illustratore britannico (n. 1859)
- Toby Winema Riddle, diplomatica nativa americana (n. 1848)
- Mary Rogers, pittrice statunitense (n. 1882)
- Vincenzo Rosignoli, scultore italiano (n. 1856)
- Georg Rotlewi, scacchista polacco (n. 1889)
- Eugène Thivier, scultore francese (n. 1845)
- Edoardo Tofano, pittore italiano (n. 1838)
- Raffaele Uccella, scultore italiano (n. 1884)
- Aziz Vrioni, politico ottomano (n. 1859)
- Victor Willems, schermidore belga (n. 1877)
- Alexandru Dimitrie Xenopol, storico rumeno (n. 1847)
- Sa'ud bin Abd al-Aziz Al Rashid, emiro saudita (n. 1898)